# تحريك ما بين البينين (رسوم متحركة)
تحريك مابين البينين أوالمابينين هي عملية توليد الإطارات الوسطية مابين صورتين لإعطاء الإيحاء بأن أول صورة تتطور بسلاسة إلى الصورة الثانية. الرسوم البينية هي الرسمات التي بين الإطارات الرئيسية والتي تساعد على خلق وهم الحركة.  تحريك المابينين يعدعملية أساسية في جميع أنواع الرسوم المتحركة، بما في ذلك الرسوم المتحركة بالكمبيوتر.

## الرسوم المتحركة التقليدية
التحريك البيني (مابين الإطارات) التقليدي ينطوي على استخدام طاولات الرسم المضاءة وذلك لرسم مجموعة من الصور بالقلم الرصاص على الورق.

## تردد الإطار

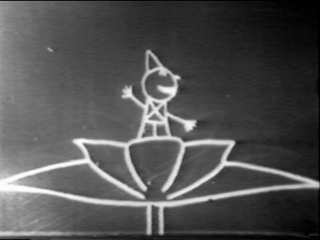
رسمة متحركة "كل اثنين " يعود تاريخها إلى فجر الرسوم المتحركة ، تستخدم على سبيل المثال في (Fantasmagorie)

الرسوم المتحركة الحديثة تستخدم تقنيات مختلفة للتكيف مع معدل الإطار الحالي للقطة. فالحركات البطيئة قد تُحرك كل ثلاث أو أربع إطارات.العناصر المختلفة في لقطةٍ ما قد تكون مُتحركة بمعدلات مختلفة– على سبيل المثال الشخصية في لقطة تحريك كاميرا عرضياً قد تكون متحركة على اثنين، في حين أن كل شيء آخر في اللقطة يتم إزاحته في كل إطار لإنجاز الحركة العرضية للكاميرا. التأثيرات البصرية مثل ضبابية الحركة يمكن استخدامها لمحاكاة المظهر لمعدل إطارات أعلى.

## الرسوم المتحركة الرقمية

هذه الرسوم المتحركة بصيغة (جيف) يوضح آثار شكل وحركة وتشكل اللون في أدوبي فلاش.

عند التحريك في سياق رقمي، المصطلح (tweening) يستخدم عادة، وما ينتج عن ذلك من سلسلة إطارات يسمى توين. تقوم برمجيات الرسوم المتحركة المتطورة بتمكين فنان التحريك من تحديد الكائنات في صورة ما و تحديد كيف يجب أن تتحرك وتتغير خلال عملية التوين. يمكن أن يُستخدم البرنامج للإخراج أو التصيير يدوياً أو تعديل الإطارات الانتقالية يدوياً، أو قد تستخدم للتصيير التلقائي لهذي الإطارات الانتقالية عن طريق الاستيفاء للعناصر الجرافيكية. هناك برنامج مجاني يدعى ساينفيق يتخصص في التوين الأوتوماتيكي.
«تسهيل الدخول» و «تسهيل الخروج» في الرسوم المتحركة الرقمية يشير عادة إلى آلية لتحديد ديناميكية الانتقال بين حالتين لرسمة متحركة، أي خطية التوين.[بحاجة لتوضيح]
استخدام أجهزة الكمبيوتر للقيام بتحريك المابين تم تعزيزه عن طريق  نيستور بورتنيك و ماريسلي وين في المجلس الوطني للأبحاث في كندا. حصلوا جراء ذلك على الإنجاز التقني في جائزة الأوسكار لعام 1997 ميلادية وذلك نظيراً «للعمل لرائد في تطوير تقنيات برمجية في مجال تحريك الإطارات الرئيسية بمساعدة الحاسب لتحريك الشخصيات».[بحاجة لمصدر]